# Heteronyx johannis
Heteronyx johannis är en skalbaggsart som beskrevs av Blackburn 1912. Heteronyx johannis ingår i släktet Heteronyx och familjen Melolonthidae. Inga underarter finns listade i Catalogue of Life.